# Blauwe Dobbe
De Blauwe Dobbe is een waterplas ten oosten van de plaats Houtigehage in de Friese gemeente Smallingerland.

## Beschrijving
De Blauwe Dobbe is een pingoruïne, een overblijfsel uit de ijstijd. Rond de Blauwe Dobbe zijn restanten uit de Hamburgcultuur gevonden, die duiden op een bewoning van het gebied van zo'n 12.000 jaar geleden.
Bij het meer staat het clubhuis van de ijsvereniging ’ Fan Twa Ien’ van de plaatsen Houtigehage en Boelenslaan. Indien mogelijk organiseren zij hier vanaf 1986 een marathontocht met 50 rondjes van 500 meter.
Een van de door Dam Jaarsma verzamelde Friese volksverhalen speelt zich af bij de Blauwe Dobbe in Houtigehage: "Münchhaùsen wie by de Blauwe Dobbe yn Houtigehage".

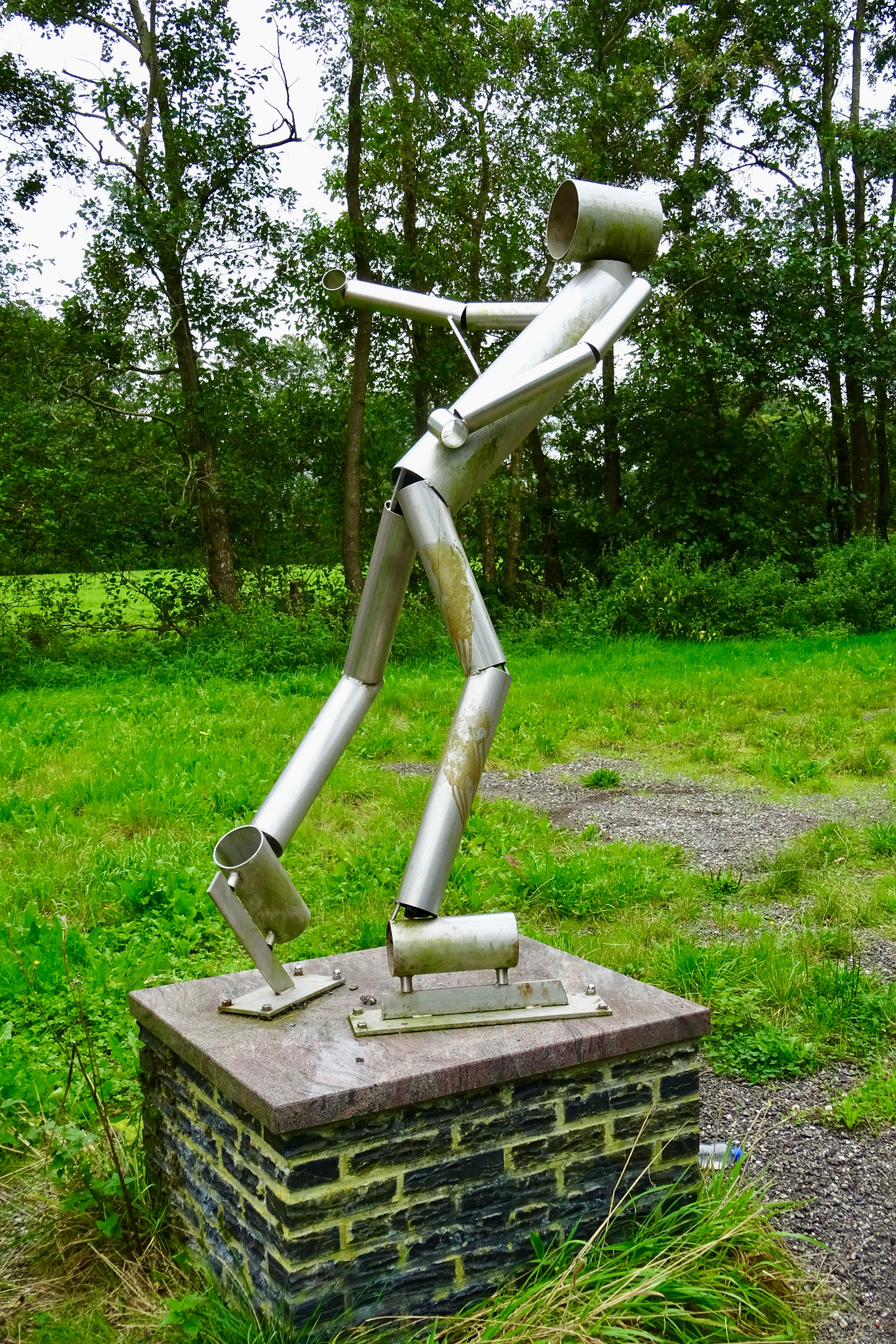
Beeld bij de Blauwe Dobbe 'Fan twa ien'